# Karolina Koszewska
Karolina Koszewska, z d. Łukasik (ur. 7 stycznia 1982 w Warszawie) – polska pięściarka i kick-bokserka, mistrzyni świata i Europy w kickboxingu, mistrzyni Europy w boksie amatorskim (2005), zawodowa mistrzyni świata (2007-2008), złota medalistka igrzysk europejskich (2019).

## Kariera sportowa
W dzieciństwie uprawiała pływanie i gimnastykę artystyczną. Od 1999 roku startowała w zawodach w kick-boxingu, początkowo w barwach Skry Warszawa. W tej konkurencji zdobyła pięć medali mistrzostw świata seniorek, w tym dwa złote: w 2003 (formuła full contact, waga do 70 kg) i 2005 (formuła full contact, waga do 70 kg), srebrny w 1999 (formuła light contact, waga + 65 kg) i dwa brązowe w 2001 (formuła full contact, waga do 65 kg oraz formuła light contact, waga do 65 kg), cztery medale mistrzostw Europy seniorek, w tym złoty (2002 – formuła light contact, waga do 65 kg), jeden srebrny (2004 – formuła full contact, waga do 70 kg) i dwa brązowe (2000 – formuła full contact, waga do 65 kg i 2004 – formuła light contact, waga do 70 kg). Ponadto w 1999 roku została również brązową medalistką mistrzostw świata juniorek (formuła light contact, waga do 65 kg).
Od 2001 roku uprawiała również boks, była zawodniczką Legii Warszawa, gdzie trenował ją Krzysztof Kosedowski. W tej dyscyplinie startowała w kategorii 70 kg. W 2003 roku została wicemistrzynią Europy, a rok później brązową medalistką mistrzostw Europy. W 2005 roku została mistrzynią Europy. W tym samym roku wystartowała także na mistrzostwach świata, ale przegrała pierwszą walkę (w ćwierćfinale). Na mistrzostwach Polski wywalczyła kolejno cztery złote medale: w 2002 (kat. 67 kg), 2003 (kat. 70 kg), 2004 (kat. 70 kg), 2005 (kat. 70 kg).
W lutym 2006 roku przeszła na zawodowstwo, podpisując kontrakt z grupą Universum Box Promotion z Hamburga. Na zawodowym ringu debiutowała 25 marca 2006 roku, wygrywając ze Słowaczką Miroslavą Ďurinovą. Wygrała także następne cztery walki, a 13 stycznia 2007 roku została mistrzynią świata federacji WIBF w kategorii junior średniej, pokonując Amerykankę Jill Emery. Tytuł ten obroniła 19 maja 2007 roku, zwyciężając Niemkę Heidi Hartmann. 7 września 2007 roku pokonała Argentynkę Gabrielę Zapatę, broniąc tytułu mistrzyni świata federacji WIBF i uzyskując dodatkowo tytuły mistrzyni świata federacji GBU i tzw. tymczasowy tytuł mistrzyni świata federacji WBA. 13 listopada 2007 roku obroniła wszystkie te tytuły, pokonując Yahairę Hernandez z Dominikany. Swoje tytuły straciła w przegranej 29 marca 2008 roku walce z Jizelle Salandy z Trynidadu i Tobago. Następnie 14 września tego samego roku stoczyła jeszcze jedną wygraną walkę na zawodowym ringu i zakończyła karierę, z bilansem 10 wygranych walk i jednej przegranej.
W kolejnych latach współpracowała jako trener z zawodową grupą Rafako Hussars Poland. W 2015 roku powróciła do wyczynowego sportu i stoczyła dwie zwycięskie walki na zawodowym ringu, poprawiając swój bilans na dwanaście wygranych walk i jedną przegraną. Ostatecznie zdecydowała się kontynuować karierę w boksie amatorskim, w kategorii 69 kg. Od 20 grudnia 2017 roku do 20 lutego 2018 roku była zawieszona za stosowanie niedozwolonej substancji – higenaminy. Niska kara związana była z brakiem wpływu stosowania tego środka na wyniki zawodniczki.
Na mistrzostwach Europy w 2018 roku przegrała drugą walkę (w 1/8 finału), a na mistrzostwach świata w tym samym roku przegrała pierwszą walkę (w 1/8 finału).
W 2019 roku zwyciężyła na igrzyskach europejskich, na mistrzostwach Europy w tym samym roku odpadła w pierwszej rundzie, na mistrzostwach świata odpadła natomiast w ćwierćfinale
Po powrocie do boksu amatorskiego zdobyła na mistrzostwach Polski pięć medali: srebrny w 2017 (kat. 75 kg), złoty w 2018 (kat. 69 kg), srebrny w 2019 (kat. 69 kg), złoty w 2020 (kat. 69 kg) i złoty w 2021 (kat. 70 kg).
W 2021 wystąpiła podczas Letnich Igrzysk Olimpijskich 2020 w Tokio w kategorii do 69 kg (waga półśrednia) – swoją pierwszą walkę (runda 1/32) wygrała z reprezentantką Uzbekistanu Shakhnozą Yunusovą, w następnej rundzie (1/16) uległa Turczynce Busenaz Sürmeneli odpadając z turnieju. Była pierwszą Polką, która wygrała walkę podczas igrzysk olimpijskich.
Zakończyła karierę sportową po mistrzostwach Polski w 2021.

## Wyniki w boksie
Wyniki igrzysk olimpijskich, mistrzostw świata, igrzysk europejskich i mistrzostw Europy.
| Rok  | Zawody               | Miejscowość | Kategoria | Runda       | Przeciwnik          | Wynik   |
| ---- | -------------------- | ----------- | --------- | ----------- | ------------------- | ------- |
| 2003 | Mistrzostwa Europy   | Pecz        | 70 kg     | 1. runda    | Bye                 | Bye     |
| 2003 | Mistrzostwa Europy   | Pecz        | 70 kg     | Ćwierćfinał | Lilja Kasjanowa     | W 19:17 |
| 2003 | Mistrzostwa Europy   | Pecz        | 70 kg     | Półfinał    | Émilie Cuénin       | W 22:6  |
| 2003 | Mistrzostwa Europy   | Pecz        | 70 kg     | Finał       | Nurcan Çarkçı       | P 14:19 |
| 2004 | Mistrzostwa Europy   | Riccione    | 70 kg     | 1. runda    | Bye                 | Bye     |
| 2004 | Mistrzostwa Europy   | Riccione    | 70 kg     | Ćwierćfinał | Tatjana Grigorewa   | W 21:7  |
| 2004 | Mistrzostwa Europy   | Riccione    | 70 kg     | Półfinał    | Nurcan Çarkçı       | P 10:11 |
| 2005 | Mistrzostwa Europy   | Tønsberg    | 70 kg     | 1. runda    | Bye                 | Bye     |
| 2005 | Mistrzostwa Europy   | Tønsberg    | 70 kg     | Ćwierćfinał | Olga Sławinska      | W 20:13 |
| 2005 | Mistrzostwa Europy   | Tønsberg    | 70 kg     | Półfinał    | Nurcan Çarkçı       | W 19:3  |
| 2005 | Mistrzostwa Europy   | Tønsberg    | 70 kg     | Finał       | Siren Siraas        | W 29:5  |
| 2005 | Mistrzostwa świata   | Podolsk     | 70 kg     | 1. runda    | Olga Sławinska      | P 10:27 |
| 2018 | Mistrzostwa Europy   | Sofia       | 69 kg     | 1. runda    | Marianne Ahlborg    | W 5:0   |
| 2018 | Mistrzostwa Europy   | Sofia       | 69 kg     | 2. runda    | Elina Gustafsson    | P 0:5   |
| 2018 | Mistrzostwa świata   | Nowe Delhi  | 69 kg     | 1. runda    | Bye                 | Bye     |
| 2018 | Mistrzostwa świata   | Nowe Delhi  | 69 kg     | 2. runda    | Jarosława Jakuszyna | P 1:4   |
| 2019 | Igrzyska europejskie | Mińsk       | 69 kg     | 1. runda    | Antanina Aksienawa  | W 5:0   |
| 2019 | Igrzyska europejskie | Mińsk       | 69 kg     | Ćwierćfinał | Jarosława Jakuszyna | W 4:1   |
| 2019 | Igrzyska europejskie | Mińsk       | 69 kg     | Półfinał    | Gráinne Walsh       | W 3:2   |
| 2019 | Igrzyska europejskie | Mińsk       | 69 kg     | Finał       | Assunta Canfora     | W 4:1   |
| 2019 | Mistrzostwa Europy   | Alcobendas  | 69 kg     | 1. runda    | Bye                 | Bye     |
| 2019 | Mistrzostwa Europy   | Alcobendas  | 69 kg     | 2. runda    | Sandy Ryan          | P 2:3   |
| 2019 | Mistrzostwa świata   | Ułan Ude    | 69 kg     | 1. runda    | Bye                 | Bye     |
| 2019 | Mistrzostwa świata   | Ułan Ude    | 69 kg     | 2. runda    | Shakhnoza Yunusova  | W 5:0   |
| 2019 | Mistrzostwa świata   | Ułan Ude    | 69 kg     | Ćwierćfinał | Lovlina Borgohain   | P 1:4   |